# Pál Engel
Pál Engel (27 de febrero de 1938-21 de agosto de 2001) fue un historiador y archivista medievalista húngaro y miembro de la Academia de Ciencias de Hungría. Se desempeñó como director general de la Biblioteca de la Academia de Ciencias de Hungría entre 1996 y 1997. A pesar de que Engel era un historiador autodidacta (que no tenía un título en historia), se convirtió en un medievalista preeminente y miembro de la Academia de Ciencias de Hungría.

## Obras
- Magyarország világi archontológiája, 1301–1457, I–II. História, MTA Történettudományi Intézete. Budapest (1996)
- The Realm of St Stephen: A History of Medieval Hungary, 895–1526. I.B. Tauris Publishers (2001)